# Jun Suzuki (fodboldspiller, født i 1987)
 For alternative betydninger, se Jun Suzuki. (Se også artikler, som begynder med Jun Suzuki)
Jun Suzuki (født 12. september 1987) er en japansk fodboldspiller.
Han har spillet for flere forskellige klubber i sin karriere, herunder SC Sagamihara og Azul Claro Numazu.